# Linagliptină
Linagliptina (cu denumirea comercială Trajenta) este un medicament antidiabetic din clasa incretinomimeticelor, a inhibitorilor de dipeptidil peptidaza 4 (DPP-4), fiind utilizat în tratamentul diabetului zaharat de tipul 2. Calea de administrare disponibilă este cea orală.
Se mai utilizează în asociere cu empagliflozină.

## Utilizări medicale
Linagliptina este utilizată în tratamentul diabetului zaharat de tip 2 (non-insulino-dependent), singură sau în asociere cu:
- Insulină
- Metformină
- Derivați de sulfoniluree

la pacienții adulți la care nu s-a realizat controlul glicemic adecvat cu dozele maxime tolerate ale acestor tratamente orale.

## Reacții adverse
Principalele efecte adverse asociate tratamentului cu linagliptină sunt: rinofaringită, dureri articulare și hipoglicemie (în special la administrarea concomitentă cu sulfonilureice și/sau metformină).